# Fallicambarus oryktes
Fallicambarus oryktes är en kräftdjursart som först beskrevs av Penn och Ronald William Marlow 1959.  Fallicambarus oryktes ingår i släktet Fallicambarus och familjen Cambaridae. IUCN kategoriserar arten globalt som nära hotad. Inga underarter finns listade i Catalogue of Life.